# Oggetti non stellari nella costellazione dell'Unicorno
Principali oggetti non stellari visibili nella costellazione dell'Unicorno.

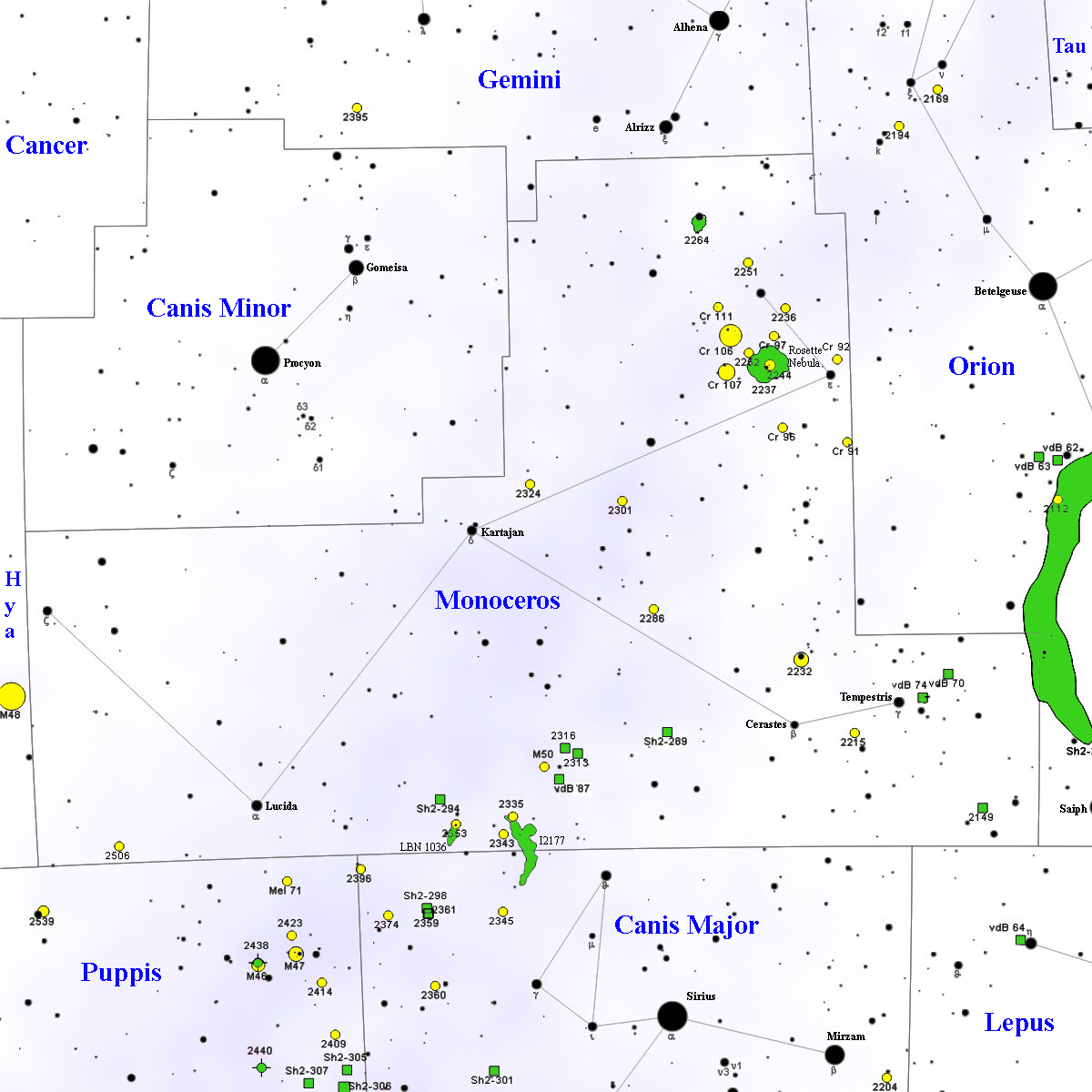
Mappa della costellazione dell'Unicorno.

## Ammassi aperti
- Cr 91
- Cr 96
- Cr 97
- Cr 106
- Cr 107
- Cr 111
- M50
- NGC 2232
- NGC 2244
- NGC 2251
- NGC 2286
- NGC 2301
- NGC 2335
- NGC 2343
- NGC 2353
- NGC 2506

## Galassie
- NGC 2377
- NGC 2494

## Nebulose protoplanetarie
- Nebulosa Rettangolo Rosso

## Nebulose planetarie
- NGC 2346

## Nebulose diffuse
- Complesso nebuloso molecolare di Monoceros OB1
- Complesso nebuloso molecolare di Monoceros R2
- IC 446
- IC 466
- IC 2169
- LBN 1036
- Nebulosa Cono
- Nebulosa Gabbiano
- Nebulosa Rosetta
- NGC 2170
- NGC 2182
- NGC 2185
- NGC 2245
- NGC 2247
- NGC 2261
- NGC 2313
- RCW 4
- Sh2-280
- Sh2-282
- Sh2-283
- Sh2-284
- Sh2-287
- Sh2-289
- Sh2-291
- Sh2-294
- vdB 68
- vdB 69
- vdB 70
- vdB 74
- vdB 86
- vdB 87
- vdB 91
- vdB 93